# Kétbejáratú-barlang (Csobánka)
A Kétbejáratú-barlang a Duna–Ipoly Nemzeti Park területén lévő Pilis hegységben, az Oszolyon található egyik barlang. Turista útikalauzokban is ismertetve van.

## Leírás
Csobánka külterületén, az Oszoly Óra-falától É-ra található negyedik sziklaszirtnek a településre néző oldalában nyílik a barlang. A Rózsalugas-átjárótól É-ra 120 m-re, 20 m-rel magasabban helyezkedik el. D-i bejárata 1,4 m széles, 1,6 m magas, széles, ovális, ferde nyílás. Az É-i bejárat 0,8 m széles, 0,4 m magas és lapos.
Felső triász dachsteini mészkőben freatikus körülmények között jött létre az enyhén lejtő átjáróbarlang. A D-i bejáraton kényelmesen besétálva egy fokozatosan ellaposodó terembe lehet jutni, amelyből szűk hasadékok kezdődnek. A bejárat után kb. 3 m-re, balra, már látható a barlang másik bejáratán beszűrődő fény. Innen egy kis letörésen felmászva, többnyire kőzettörmelékeken négykézláb mászva lehet elhagyni a barlangot az É-i bejáraton. A jellegzetes, szép formakincsű barlangmaradvány felszerelés nélkül is bejárható.
1974-ben volt először Kétbejáratú-barlangnak nevezve a barlang az irodalmában. Előfordul a barlang az irodalmában Kétbejáratú barlang (Bertalan 1976) és Kétszájú-barlang (Kordos 1981) neveken is.

## Kutatástörténet
Az 1967-ben napvilágot látott Pilis útikalauz című könyvben az jelent meg, hogy az Oszoly Csobánkára néző, Ny-i oldalán, az erdővel körülvett mészkősziklák között több jelentéktelen üreg található. Az 1969. évi Karszt- és Barlangkutatási Tájékoztatóban publikált közlemény szerint 1969 augusztusában a Szpeleológia Barlangkutató Csoport a Kevélyekben szervezett tábor során fix pontokat helyezett el az Oszoly és az Oszoly-oldal 8 kisebb-nagyobb üregében. 1970-ben Kordos László vizsgálta a barlang levegőjét Assmann-féle aspirációs pszichrométerrel. 1970-ben Kordos László mérte fel a barlangot vesztett pontokkal és bányászkompasszal. A felmérés alapján szerkesztett 1:100 méretarányú alaprajz térképet két keresztmetszettel. A felmérés szerint a barlang 11 m hosszú és 3 m mély.
A Szpeleológia Barlangkutató Csoport 1970. évi jelentésében az van írva, hogy a Kétbejáratu barlang az oszolyi Óra-faltól É-ra lévő negyedik sziklacsoportnak a csobánkai bekötőút felőli oldalában, a sziklacsoport tövében helyezkedik el. A barlangnak (mint a neve is mutatja) két bejárata van. Az egyik bejárat 2,2 m magas, majd kb. 4 m-en át beszűkülve ér véget egy kis teremben. A másik bejárathoz az előbbi teremből szűk, lapos és csőszerű folyosó vezet. A barlang felső triász, fehér dachsteini mészkő töredezett sziklájában valószínűleg hévizes úton alakult ki. Kevés törmelékes kitöltés és elaggott cseppkövek találhatók benne. Irodalomban nem szerepel a barlang. Előző kutatói ismeretlenek. 1970-ben a Szpeleológia Barlangkutató Csoport vizsgálta. Felszerelés nélkül megtekinthető a barlang. A jelentés mellékletébe bekerült az 1970-ben készült térkép.
Az 1974-ben megjelent Pilis útikalauz című könyvben, a Pilis hegység és a Visegrádi-hegység barlangjainak jegyzékében (19–20. old.) meg van említve, hogy a Pilis hegység és a Visegrádi-hegység barlangjai között vannak az Oszoly barlangjai és a Kétbejáratú-barlang. A Pilis hegység barlangjait leíró rész szerint a Csobánka felett emelkedő Oszoly sziklái között másféltucat kis barlang van. Ezeket a Szpeleológia Barlangkutató Csoport térképezte fel és kutatta át rendszeresen. E kis barlangok többsége nem nagyon látványos, de meg kell említeni őket, mert a turisták, különösen a sziklamászók által rendszeresen felkeresett Oszoly sziklafalaiban, valamint azok közelében némelyikük kitűnő bivakolási lehetőséget nyújt. Az Óra-faltól É-ra emelkedő negyedik sziklacsoportnak a csobánkai bekötőútra néző oldala tövében nyílik a 11 m hosszú Kétbejáratú-barlang, amelynek szűk folyosója egy kis terembe vezet.
Az 1975. évi MKBT Beszámolóban publikálva lett az 1970. évi jelentés barlangra vonatkozó része a jelentés mellékletében lévő térképpel együtt. A kiadványban van egy helyszínrajz, amelyen a Csúcs-hegy és az Oszoly barlangjainak földrajzi elhelyezkedése látható. A rajzon megfigyelhető a Kétbejáratu-barlang földrajzi elhelyezkedése. A Bertalan Károly által írt és 1976-ban befejezett kéziratban az olvasható, hogy a Pilis hegységben lévő Kevély-csoportban, Pomázon helyezkedik el a Kétbejáratú barlang. Az Oszoly Óra-falától É-ra lévő negyedik sziklacsoportnak a csobánkai bekötőút felé eső oldalán található a barlang, amelynek két bejárata van. Az egyik bejárat 2,2 m magas. A barlang 11 m hosszú és 3 m mély. Egy kis teremben végződő üreg, melyből lapos, csőszerű folyosó vezet a második kijárathoz. A kézirat barlangot ismertető része 2 irodalmi mű alapján lett írva.
Az 1981. évi Karszt és Barlang 1–2. félévi számában nyilvánosságra lett hozva, hogy a Kétszájú-barlangnak 4820/29. a barlangkataszteri száma. Az 1984-ben napvilágot látott Magyarország barlangjai című könyv országos barlanglistájában szerepel a Pilis hegység barlangjai között a barlang Kétszájú-barlang néven Kétbejáratú-barlang névváltozattal. A listához kapcsolódóan látható a Dunazug-hegység barlangjainak földrajzi elhelyezkedését bemutató 1:500 000-es méretarányú térképen a barlang földrajzi elhelyezkedése. Az 1991-ben megjelent útikalauzban meg van ismételve az 1974-es útikalauzban lévő barlangismertetés és az Oszoly barlangjainak általános ismertetése. A Kárpát József által írt 1991-es összeállításban meg van említve, hogy a Kétbejáratú-barlang (Csobánka) 11 m hosszú és 2 m mély.
Az 1996. évi barlangnapi túrakalauzban meg van ismételve az 1991-ben kiadott útikalauzban található leírás, amely az Oszoly barlangjait általánosan ismerteti. 1997. május 23-án Kárpát József 1990-es oszolyi áttekintő térképe alapján Kraus Sándor rajzolt helyszínrajzot, amelyen az oszolyi sziklabordák üregeinek földrajzi elhelyezkedése van ábrázolva. A rajzon megfigyelhető a Kétbejáratú névvel jelölt barlang földrajzi helyzete. Kraus Sándor 1997. évi beszámolójában az olvasható, hogy 1997 előtt is ismert volt a Kétbejáratú-barlang, amelynek volt már térképe 1997 előtt. A jelentésbe bekerült az 1997-es helyszínrajz. A 2005-ben megjelent, Magyar hegyisport és turista enciklopédia című könyvben meg van említve, hogy az Oszoly erdejében elszórtan sziklatömbök és kis barlangnyílások váltogatják egymást.

## Képgaléria

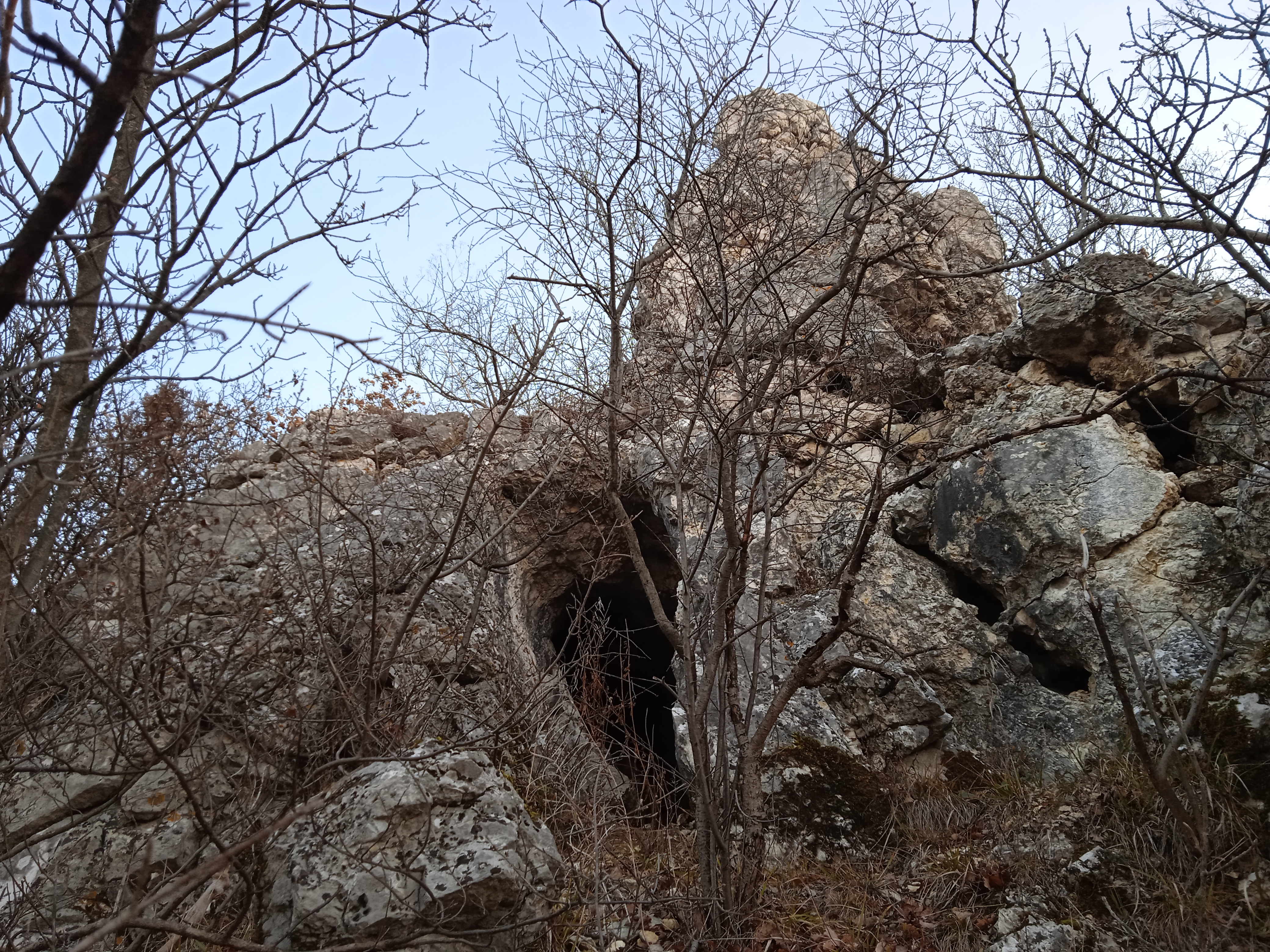
A Kétbejáratú-barlang alsó bejárata
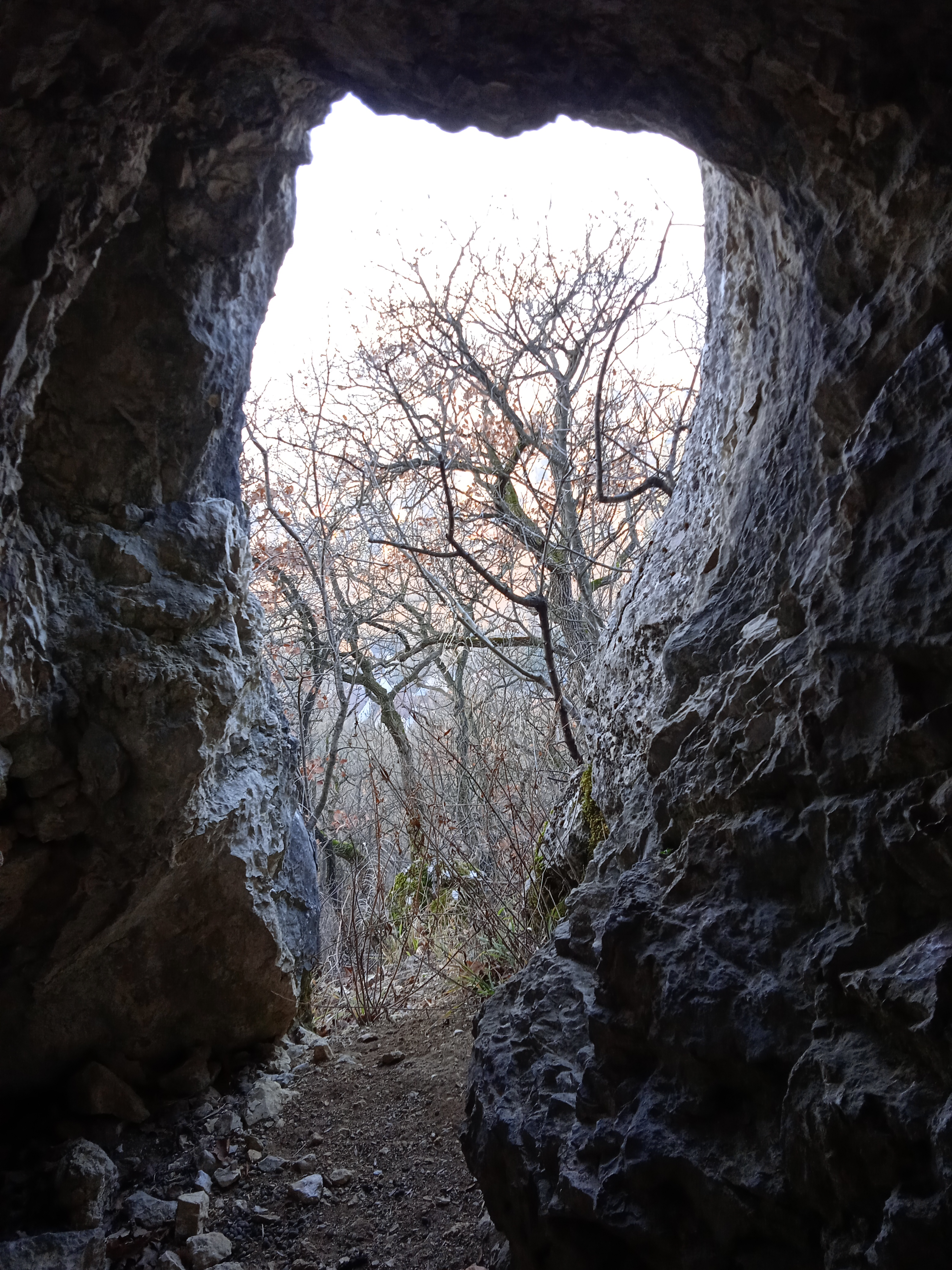
A Kétbejáratú-barlang alsó bejárata
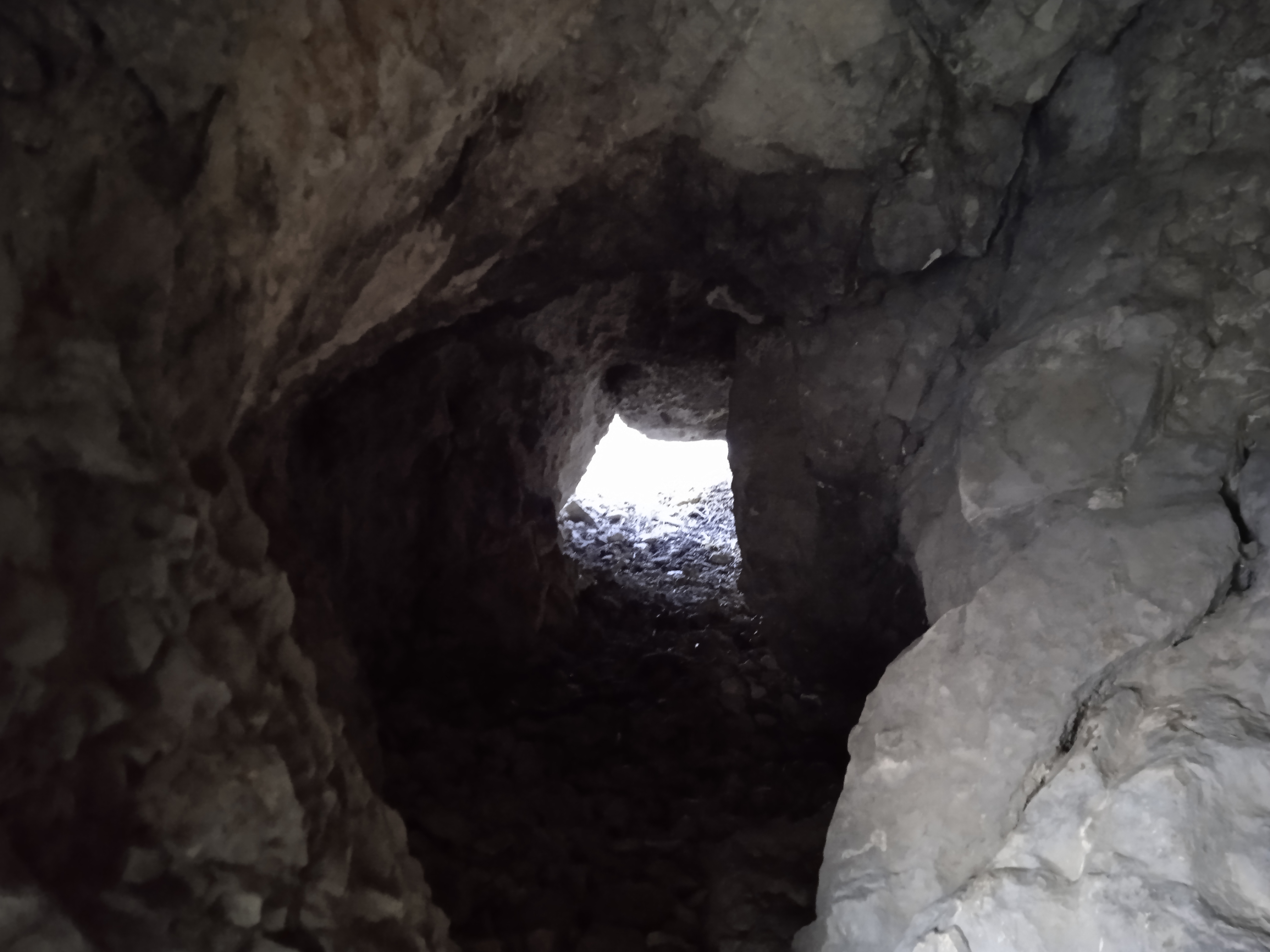
A Kétbejáratú-barlang felső bejárata
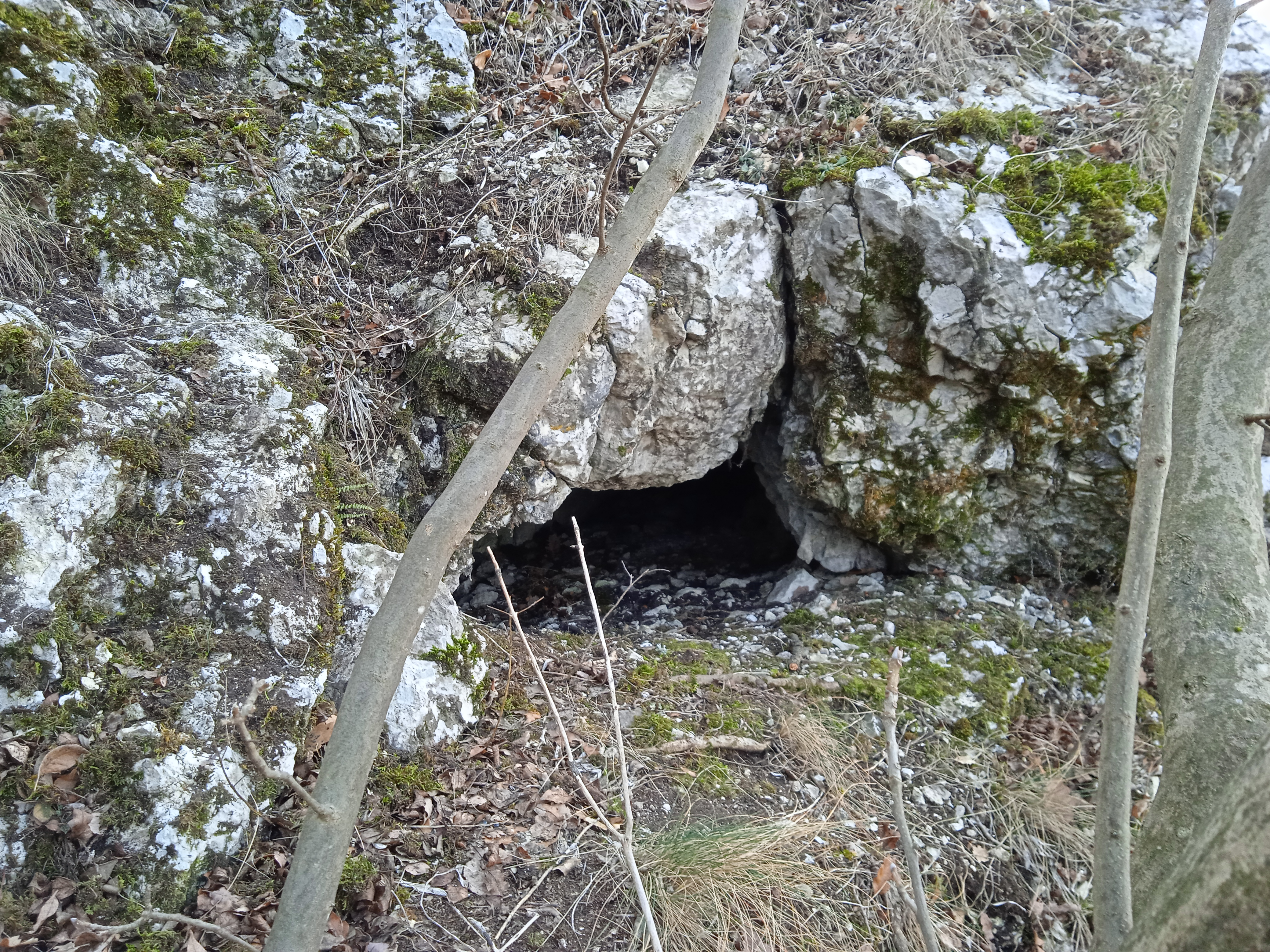
A Kétbejáratú-barlang felső bejárata